# Lochvycja
Lochvycja (in ucraino Лохвиця?) è una città dell'Ucraina, situata nell'oblast' di Poltava.